# Alfred Müller-Felsenburg
Alfred Müller-Felsenburg (* 26. Dezember 1926 in Bochum; † 29. Dezember 2007 in Mechernich) war ein deutscher Lehrer, Lyriker und Schriftsteller. Er schrieb sowohl Lyrik, Kurzprosa, Erzählungen, Essays, Romane und Science-Fiction-Geschichten als auch Kinder- und Jugendbücher, Ratgeber und Biografien (insbesondere mit christlich-religiösem Bezug).
Einige Werke veröffentlichte er unter den Pseudonymen Lester Counge und Meunier Bourg de la Roche.

## Biografie
Alfred Müller-Felsenburg wurde 1926 in einer Arbeiterfamilie in Bochum geboren. Nach der Volksschule absolvierte er in den Jahren 1941 bis 1944 die Lehrerausbildung in Hofheim am Taunus und Großkrotzenburg. Im letzten Kriegsjahr nahm er als Soldat am Zweiten Weltkrieg teil und befand sich nach Kriegsende bis 1948 in amerikanischer und französischer Kriegsgefangenschaft. 1949 konvertierte er zum Katholizismus und war als kaufmännischer Hilfsangestellter in Hagen tätig. Von 1949 bis 1951 studierte er Pädagogik an der Pädagogischen Akademie in Essen-Kupferdreh. Anschließend war er bis 1961 in Halver als Lehrer tätig, wo er 1954 auch seine Zweite Staatsprüfung machte und Ende der 1950er Jahre die ersten Gedichte und Jugendbücher veröffentlichte. 1963 wechselte er an eine Schule in rheinische Ratingen und kam dann 1964 nach Westfalen zurück an eine Schule in Hagen, wo er bis 1978 unterrichtete. Nach seinem Abschied vom Lehrerberuf 1978 lebte er als freier Schriftsteller.
Bereits während seiner Jahre als Lehrer ging Müller-Felsenburg journalistischen und schriftstellerischen Tätigkeiten nach. Von 1962 bis 1993 war er Mitglied im Autorenkreis Ruhr-Mark und dort viele Jahre zweiter Vorsitzender und Pressereferent. Von 1966 bis 1993 war er Mitglied im Verband deutscher Schriftsteller. Von 1984 bis 1999 war er Mitglied der Aachener „Inklings-Gesellschaft für Literatur und Ästhetik“, seit 2000 Mitglied der Schmallenberger Christine-Koch-Gesellschaft.
1988 wurde von dem Hagener Verleger Hans-Werner Gey und dem Literaturwissenschaftler Ulrich Schödlbauer der nach Alfred Müller-Felsenburg benannte und seit 1988 jährlich verliehene Alfred-Müller-Felsenburg-Preis für aufrechte Literatur initiiert.
2004 zog Müller-Felsenburg – bedingt durch eine Krebserkrankung – gemeinsam mit seiner Frau Agnes von Hagen in eine Einrichtung für Betreutes Wohnen ins benachbarte Gevelsberg, 2007 dann – nach dem Tod seiner Frau – in die Eifel ins Hospiz „Stella Maris“ des Ordens Communio in Christo in Mechernich.
2007 erhielt Müller-Felsenburg selbst den nach ihm benannten „Preis für aufrechte Literatur“ für sein Lebenswerk. Wenige Tage nach seinem 81. Geburtstag starb er am 29. Dezember 2007 in Mechernich. Der Schriftsteller hatte drei Kinder.

## Auszeichnungen
- 1963/64 – Aufnahme in die Liste der besten religiösen Jugendbücher Deutschlands („Die Verfolgten“)
- 1964 – BICE-Preis, Bureau International Catholique de l’Enfance, Paris
- 1974 – 3. Preis bei dem Lyrikwettbewerb der Literaturzeitung „Das Boot“
- 1975 – 2. Lyrikpreis bei dem Wettbewerb „Dome im Gedicht“
- 1976 – Lyrikpreis bei dem Wettbewerb „Zwei Menschen“
- 1979 – Arbeitsstipendium des Kultusministeriums des Landes Nordrhein-Westfalen für „Im Netz der Gewalt“
- 1979 – Hugo-Carl-Jüngst-Medaille für fortschrittliche Literatur des Verlages Gey, Hagen
- 1995 – Preis „Das wachsame Hähnchen“ (benannt nach dem Roman von Erik Reger), Essen
- 1997 – Westfälischer Literaturpreis des Fördervereins Westfälisches Literaturarchiv Hagen
- 2007 – Alfred-Müller-Felsenburg-Preis für aufrechte Literatur für sein Lebenswerk

## Werke
Neben der folgenden Auswahl von Buchveröffentlichungen hat Alfred Müller-Felsenburg noch eine Vielzahl von Beiträgen in mehr als 100 Anthologien und Lesebüchern verfasst.
- Witt-Witt und die Knallbonbons. Fredebeul und Koenen, Essen, 1958.
- Die Verfolgten. Eine Jungengeschichte aus einer Zeit, in der das Unrecht regierte. Arena-Verlag, Würzburg, 1959. (Neuauflagen: Steyler Verlag, Nettetal, 1984. ISBN 3-87787-177-1; Books on Demand, Norderstedt, 2006. ISBN 978-3-8334-6164-4)
- Die Abenteuer der Heiligen. Fredebeul und Koenen, Essen/Christiana-Verlag, Zürich, 1964.
- Einmal noch nach Babylon. Pallotti-Verlag, Friedberg bei Augsburg, 1965. (Neuauflage: Claren-Verlag, Lüdenscheid, 1984. ISBN 3-922549-12-8)
- Gott & Co. Gebete eines renitenten Laien. Pallotti-Verlag, Friedberg bei Augsburg, 1966. (Neuauflage: Mönnig-Verlag, Iserlohn, 1986. ISBN 3-922885-29-2. – übersetzt ins Niederländische: God & Co. Gebeden van een weerspannige leek. Uitgeverij Diligentia, Oostakker, 1967. – übersetzt ins Italienische: Dio & Co. Preghiere di un laico renitente. Cittadella Editrice, Assisi, 1969.)
- Sie verändern die Welt. Gestalten unserer Zeit in Erzählungen und Berichten. Fredebeul und Koenen, Essen/Christiana-Verlag, Zürich, 1967.
- Du hast mich lieb. Mein erstes Gebetbuch. Benziger-Verlag, Einsiedeln, 1967. (Neuauflage: Kaiser-Verlag, München, 1969)
- Ihr Erbe lebt: Gandhi, Hammarskjöld, Kennedy, Martin Luther King. Fredebeul und Koenen, Essen/Christiana-Verlag, Stein am Rhein, 1968.
- Menschen im roten Netz. Verlag Alsatia, Freiburg (Breisgau), Colmar, Paris, 1969. ISBN 3-87012-018-5
- Herr Seewind und Fräulein Regenwolke. Christiana-Verlag, Stein am Rhein, 1970/Fredebeul und Koenen, Essen, 1970.
- Mündige Kinder, mündige Kirche. Zum kindlichen und jugendgemäßen Glaubens- und Eucharistieverständnis. Religionspädagogischer Bericht mit praktischen Beispielen. Driewer-Verlag, Essen, 1971. ISBN 3-87177-048-5
- Rauchen nicht gestattet. Science-Fiction-Story. Deutscher Faktorenbund, Hagen, 1975.
- Wasserdichtes Alibi. Engelbert-Verlag, Balve, 1977. ISBN 3-536-00438-5
- Kämpfer für die Menschlichkeit. Habbel-Verlag, Regensburg, 1977. ISBN 3-7748-0351-X
- Geheimbund der Drei. Engelbert-Verlag, Balve, 1978. ISBN 3-536-01405-4
- Querfeldein. Texte der Erfahrung und Gefährdung. o. O. 1979 (Neuauflage: Gey-Verlag, Hagen, 1981. ISBN 3-922188-26-5)
- Große Christen. Vier Bände. Benziger-Verlag, Zürich, Köln, 1980–1982. – Bd. 1: ISBN 3-545-28009-8, Bd. 2 ISBN 3-545-28010-1, Bd. 3 ISBN 3-545-28011-X, Bd. 4 ISBN 3-545-28012-8.
- Im Netz der Gewalt. Engelbert-Verlag, Balve, 1980. ISBN 3-536-01568-9
- Fröhliche Weihnachtslegende. o. O., 1980
- Römische Bilder. Versuch eines lyrischen Bogens oder Impressionen einer Sightseeing-Tour. Gedichte. Kooperative Dürnau, 1981.
- Querfeldein. Gedichte. Gey-Verlag, Hagen, 1981
- „Ich will nicht zum lieben Gott.“ Probleme der religiösen Erziehung im Elternhaus. Pustet-Verlag, Regensburg, 1982. ISBN 3-7917-0711-6
- Sand blüht auf. Lieder und Gedichte. Gey-Verlag, Hagen, 1982.
- Das Tagebuch des Fabian Molitor. Gey-Verlag, Hagen, 1983.
- Der Kupferesser. Kooperative Dürnau, 1984.
- Morgen ist Vergangenheit. Utopische Geschichten der Hoffnung. Steyler Verlag, Nettetal, 1984. ISBN 3-87787-185-2
- Klasse 4 in Aufruhr. Engelbert-Verlag, Balve, 1984. ISBN 3-536-01702-9 (Neuauflage: Auer-Verlag, Donauwörth, 1999. ISBN 3-403-03322-8)
- Architekt Gottes. Leben und Werk des Br. Johannes Hopfer SVD (1856 –1936), Steyler Missionar u. Baumeister in Togo, Afrika. Steyler Verlag, Nettetal, 1985. ISBN 3-87787-190-9
- Zyankali und frommer Zuspruch. Notizen, Ansichten, Essays, Stories und Randbemerkungen eines typischen Mitteleuropäers, dessen Halbbildung und Hinterhältigkeit nicht zu übersehen sind. Gey-Verlag, Hagen, 1985. ISBN 3-922188-34-6
- Guten Tag. Texte zum Nachdenken. Pattloch-Verlag, Aschaffenburg, 1985. ISBN 3-557-91309-0
- Wie ein Sonnenstrahl. Texte zum Freuen. Pattloch-Verlag, Aschaffenburg, 1986. ISBN 3-557-91348-1
- Wie erfährt unser Kind Gottes Welt heute? Probleme der religiösen Erziehung im Elternhaus. Mönnig-Verlag, Iserlohn, 1986. ISBN 3-922885-30-6
- Polonius Popkappewitscho. Lauter kleine Zwergengeschichten. Mönnig-Verlag, Iserlohn, 1986. ISBN 3-922885-28-4
- Hinter dem Nichts ist eine Blümchenwiese. Geschichte(n) einer Familie. MuNe-Verlag, Paderborn, 1987. (Neuauflage: Gey-Verlag, Hagen, 1994.)
- Ich will, dass bunte Blumen blühen. Engelbert-Verlag, Balve, 1987. ISBN 978-3-536-01791-9
- Dir kann ich alles sagen. Gebete für Kinder und ihre Eltern. Benziger Verlag, Zürich, Köln, 1989. ISBN 978-3-545-29007-5
- Jeder Tag ein neuer Anfang. Pattloch-Verlag, Augsburg, 1989 und 1990; Bechtermünz, Augsburg, 2000. ISBN 3-8289-4854-5. (Herausgabe)
- Sprache: Instrument der Verständigung oder Vehikel der Distanz? Ein Essay zur Sprachtheorie und zur Sprachtheologie. Gey-Verlag, Hagen, 1989. ISBN 3-922188-38-5
- Narrensong. Gedichte. Gey-Verlag, Hagen, 1990. ISBN 3-922188-04-4
- Goethe für jeden Tag. Pattloch-Verlag, Augsburg, 1990 und 1991. (Herausgabe)
- Mit Sokrates durch das Jahr. Pattloch-Verlag, Augsburg, 1990. (Herausgabe)
- Die großen Beschwichtiger und andere utopische Stories. Gey-Verlag, Hagen, 1991. ISBN 3-922188-40-2
- Garibaldi gibt nicht auf. Gedichte und Geschichten. RAA/Stadt Hagen, Schulverwaltungsamt, Hagen, 1992.
- Oma auf dem heißen Blechdach. Erinnerungen und Geschichten eines Enkels. Gey-Verlag, Hagen, 1992. ISBN 3-922188-42-7
- Mit Lichtenberg durch das Jahr. Praesent-Verlag im Weltbild-Verlag, Augsburg, 1994. (Herausgabe)
- Mutter Marie Therese. – Eine Frau mischt sich ein. Dokumentation. 58 Briefe einer Ordensgründerin an Erzbischof Lefebvre. Walter-Verlag, Hagen, 1996. ISBN 3-931393-03-8. (Herausgabe)
- Unterwegs nach Polen. Auf den Spuren der Mutter Marie Therese. Walter-Verlag, Hagen, 1996. ISBN 3-931393-04-6
- Kirchplatz. Geschichte(n) einer Pfarrei. Echter-Verlag, Würzburg, 1997. ISBN 3-429-01889-7
- Über Grenzen hinaus. o. O., 1998.
- Im Orbit der Vergängnis. Standortbestimmungen. Meditative Texte und Gedichte. MuNe-Verlag, Paderborn, 1999. ISBN 3-933425-07-7
- Winter-Sprengsel. Erinnerungen eines alten Mannes. MuNe-Verlag, Paderborn, 2000. ISBN 3-933425-12-3
- Hieb- und stichfest. Stichwörter von A-Z. MuNe-Verlag, Paderborn, 2002. ISBN 3-933425-22-0
- Auf Teufel komm' raus. Roman um einen aufmüpfigen Klosterbruder. Fast wahre Geschichten! MuNe-Verlag, Paderborn, 2005. ISBN 3-933425-37-9
- Was die Frau will, will Gott. Große Frauen der Geschichte, Kunst, Religion. MuNe-Verlag, Paderborn, 2007. ISBN 978-3-933-452-44-7
- Abenddämmerung. Meditationen und Gedichte zum Ausklang des Lebens. MuNe Verlag, Paderborn, 2007. ISBN 978-3-933425-50-8
- Selbstbezichtigung: Mord! Die konfus-schizophrenen Träume des Zeno Hanuman. Schardt Verlag, Oldenburg. 2007. ISBN 978-3-89841-363-3